# Insolvencia

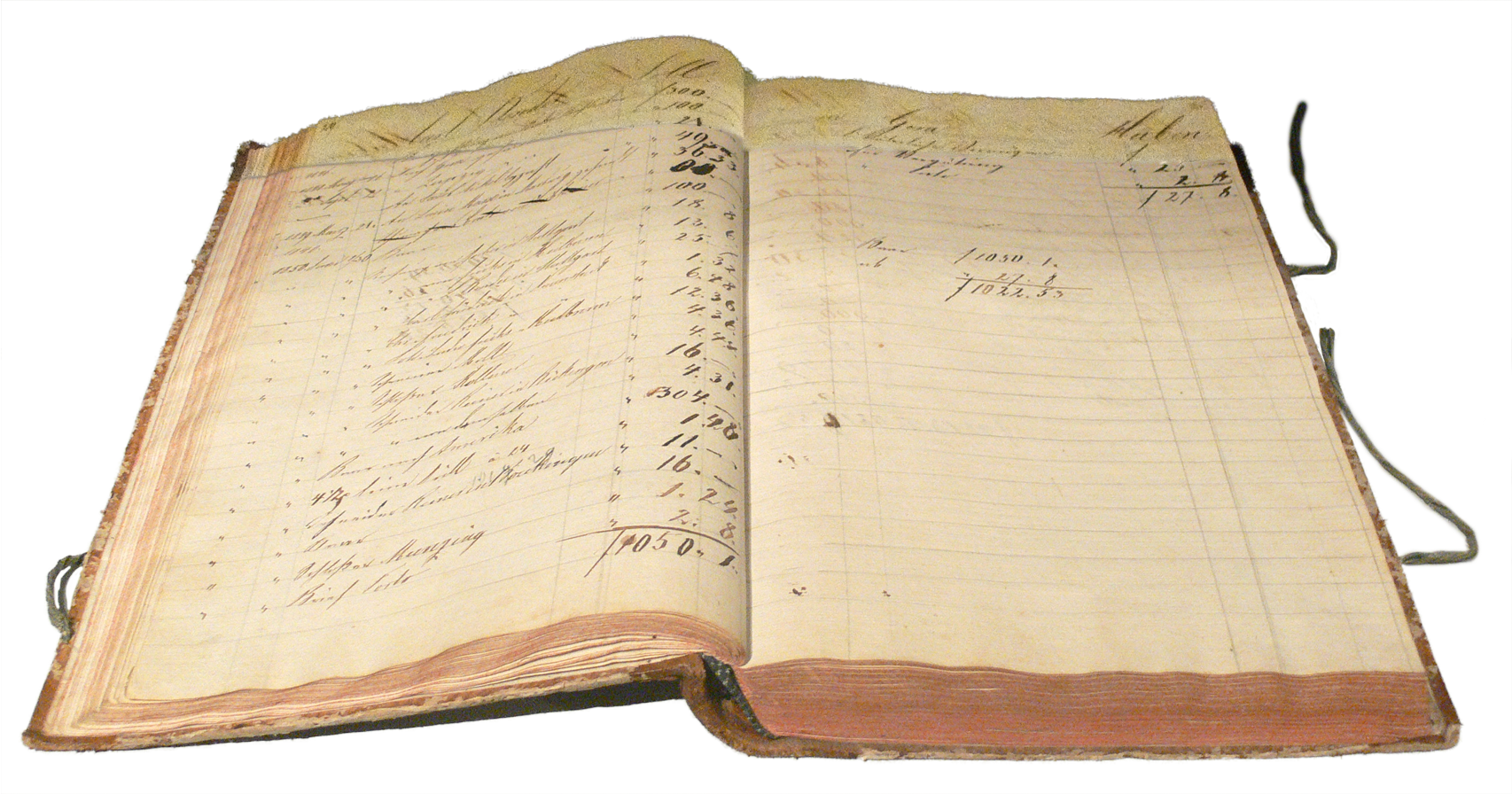
Control de ingresos y egresos en libros para declarar insolvencia.

La insolvencia es la situación de no poder pagar el dinero adeudado, por parte de una persona o empresa, dentro del tiempo establecido en un contrato; quienes se encuentran en estado de insolvencia se dice que son insolventes. Hay dos tipos: insolvencia de flujo de efectivo e insolvencia de balance.
La insolvencia de flujo de caja/efectivo es cuando una persona o empresa tiene suficientes activos  para pagar lo que se le debe, pero no tiene la forma de pago adecuada. Por ejemplo, una persona puede tener una casa grande y un automóvil valioso, pero no tener suficientes activos líquidos (liquidez) para pagar una deuda cuando vence. La insolvencia del flujo de efectivo generalmente puede resolverse mediante negociación. Por ejemplo, el cobrador de facturas puede esperar hasta que se venda el automóvil y el deudor aceptar pagar una multa.
Insolvencia de balance se produce cuando una persona o compañía no tiene suficientes activos para pagar todas sus deudas. La persona o empresa puede entrar en bancarrota, pero no necesariamente. Una vez que todas las partes aceptan una pérdida, la negociación a menudo puede resolver la situación sin quiebra.
Una compañía que es insolvente en el balance general aún puede tener suficiente efectivo para pagar su próxima factura a tiempo. Sin embargo, la mayoría de las leyes no permitirán que la compañía pague esa factura a menos que ayude directamente a todos sus acreedores. Por ejemplo, un agricultor insolvente puede contratar personas para ayudar a cosechar el cultivo, porque no cosechar y vender el cultivo sería aún peor para sus acreedores.
Se ha sugerido que el orador o escritor debería decir insolvencia técnica o insolvencia real para ser preciso, donde la insolvencia técnica es sinónimo de insolvencia de balance, lo que significa que sus pasivos son mayores que sus activos, y la insolvencia real es sinónimo de la primera definición de insolvencia ("Insolvencia es la incapacidad de un deudor para pagar su deuda")..
Si bien la insolvencia técnica es sinónimo de insolvencia de balance, la insolvencia de flujo de efectivo y la insolvencia real no son sinónimos. El término "insolvente de flujo de caja" conlleva una fuerte connotación (pero quizás no absoluta) de que el deudor es solvente de balance, mientras que el término "realmente insolvente" no.

## Definiciones técnicas
La insolvencia del flujo de efectivo implica una falta de liquidez para pagar las deudas a medida que vencen.
La insolvencia del balance general implica tener activos netos negativos —donde los pasivos exceden los activos. Insolvencia no es sinónimo de quiebra, que es una determinación de insolvencia hecha por un tribunal de justicia con las órdenes legales resultantes destinadas a resolver la insolvencia.
La insolvencia contable ocurre cuando los pasivos totales exceden los activos totales (patrimonio neto negativo).

## Consecuencias
El enfoque principal de la legislación moderna sobre insolvencia y las prácticas de reestructuración de la deuda empresarial ya no se basa en la liquidación y eliminación de entidades insolventes, sino en la remodelación de la estructura financiera y organizativa de los deudores que experimentan dificultades financieras para permitir la rehabilitación y la continuación de sus negocios. Esto se conoce como recuperación comercial o reestructuración de negocios. La implementación de un cambio de negocio puede tomar muchas formas, incluyendo mantener y reestructurar, vender como un negocio en marcha o liquidar y salir. En algunas jurisdicciones, es un delito bajo las leyes de insolvencia que una corporación continúe en el negocio mientras es insolvente. En otros (como Estados Unidos con sus disposiciones del Capítulo 11), el negocio puede continuar bajo un acuerdo de protección declarado mientras se resuelven opciones alternativas para lograr la recuperación. Cada vez más, las legislaturas han favorecido alternativas a la liquidación de empresas.
Puede ser, en varias jurisdicciones, motivo de una acción civil o incluso delito, continuar pagando a algunos acreedores con preferencia a otros acreedores una vez que se alcanza un estado de insolvencia.

## Reestructuración de deuda
Las reestructuraciones de deuda son típicamente manejadas por profesionales concursales o de insolvencia y reestructuradores profesionales, y generalmente son menos costosos y una alternativa preferible a la bancarrota.
La reestructuración de la deuda es un proceso que le permite a una empresa pública o privada, o una entidad soberana, enfrentar problemas de flujo de efectivo y dificultades financieras, reducir y renegociar sus deudas morosas para mejorar o restaurar la liquidez y rehabilitarse para que pueda continuar sus operaciones.

## Deuda de gobierno
Aunque el término "bancarrota" puede usarse para referirse a un gobierno, los estados soberanos no quiebran. Esto es así porque la bancarrota se rige por la ley nacional; no existe una entidad para hacerse cargo de dicho gobierno y distribuir activos a los acreedores. Los gobiernos pueden ser insolventes en términos de no tener dinero para pagar las obligaciones cuando vencen. Si un gobierno no cumple con una obligación, está en "incumplimiento" (default). Como los gobiernos son entidades soberanas, las personas que tienen deudas del gobierno no pueden embargar los activos del gobierno para pagar la deuda. El recurso para el acreedor es solicitar que se le devuelva al menos parte de lo que se le debe. Sin embargo, en la mayoría de los casos, la deuda en incumplimiento se refinancia mediante préstamos adicionales o se monetiza mediante la emisión de más divisas (lo que generalmente genera inflación y puede resultar en hiperinflación).

## Leyes
Los regímenes de insolvencia en todo el mundo han evolucionado de maneras muy diferentes, con leyes que se centran en diferentes estrategias para enfrentar a los insolventes. El resultado de una reestructuración insolvente puede ser muy diferente dependiendo de las leyes del estado en el que se ejecuta el procedimiento de insolvencia, y en muchos casos diferentes partes interesadas en una empresa pueden tener ventaja en diferentes jurisdicciones.

## Relacionado
- Mańko, Rafał. «Cross-border insolvency law in the EU». Library Briefing. Library of the European Parliament. Consultado el 21 de febrero de 2013.